# Helcsickí Péter
Helcsickí Péter (cseh: Petr Chelčický) (kb. 1390 – 1460) cseh laikus teológus, író, a 15. századi cseh reformáció egyik jelentős alakja. A gondolkodását Tomáš Štítný , John Wycliffe, Husz János és a valdensek nézetei erősen befolyásolták.
Életéről keveset tudunk. 
A feudális társadalom radikális kritikájával lépett fel, és hirdette az őskereszténység eszméihez való visszatérést. Tanította, hogy az erőszakot nem szabad vallási ügyekben alkalmazni. Nézete alapján a bűnösök megölése is rossz, és a keresztényeknek meg kell tagadniuk a katonai szolgálatot. Arra hivatkozott, hogy ha a szegények megtagadták volna a katonaságot, az uraknak senki sem lenne egy háború vagy hadjárat kirobbantásához.
Tanításait a cseh-morva testvérek és a későbbi anabaptisták egyes irányzatai tették magukévá. Ő volt az első reneszánsz pacifista író.

## Főbb művei
- Szellemi harc; 1421
- A Szent Egyházról; 1421
- Postilla; 1434-41
- A társadalom hármas felosztása

## Fordítás
- Ez a szócikk részben vagy egészben  a   Petr Chelčický című angol Wikipédia-szócikk fordításán alapul.  Az eredeti cikk szerkesztőit annak laptörténete sorolja fel. Ez a jelzés csupán a megfogalmazás eredetét és a szerzői jogokat jelzi, nem szolgál a cikkben szereplő információk forrásmegjelöléseként.